# ピーター・ナン
ピーター・ナン（Peter Nunn, 1956年 - ）は、東京を拠点に活動するイギリス人自動車評論家、ジャーナリストである。
イギリス、ブリストル出身。同国の出版社「ヘイマーケット」に8年間勤務し、自動車雑誌の編集などに携わった後、1988年5月、日本に移住した。現在は、おもに日本の自動車産業や日本における自動車関連事項について、日本、ヨーロッパ、アメリカ合衆国、オーストラリア等の雑誌やウェブサイトに寄稿している。『世界・カー・オブ・ザ・イヤー』。及び、『インターナショナル・エンジン・オブ・ザ・イヤー』とい二つの世界的な自動車賞授賞のための投票権を持っており、また、過去には『日本カー・オブ・ザ・イヤー』の選考委員を務めたこともある。自動車、ドライブ、旅行、食べ歩きが趣味であるという。